# Bonnefantenmuseum
El Bonnefantenmuseum o Museo Bonnefanten (en español: "Museo de los buenos niños") es un museo dedicado al arte y la artesanía en Maastricht (Países Bajos).

## Historia
El museo se fundó en 1884 como museo de arqueología y de las antigüedades en la provincia de Limburgo. Tomó su nombre del Couvent des Bons-Enfants, un antiguo monasterio del siglo XVII en el centro de Maastricht que acogió sus instalaciones entre los años 1951 y 1978. El edificio actual fue construido en 1995 por el –arquitecto italiano Aldo Rossi. Se encuentra a orillas del río Mosa en el barrio Céramique, una antigua zona industrial reurbanizada en los años 90.
El Bonnefantenmuseum presenta una interesante combinación de períodos artísticos. La colección se divide en una sección de arte antiguo, incluyendo pinturas, esculturas y objetos de las artes aplicadas que datan de 1000 a 1700, y una sección de arte contemporáneo. En 2006, un préstamo de larga duración del arquitecto belga Charles Vandenhove y su esposa Jeanne reforzó  considerablemente la colección de posguerra.

## La colección de arte antiguo
- Esculturas de madera fechadas entre 1200 y 1550, destacando especialmente las obras de Jan van Steffeswert y el Maestro de Elsloo.
- La colección Neutelings de arte medieval, con objetos de madera, marfil, bronce y alabastro datados entre 1000 y 1500. Merece especial atención una colección de esmalte de Limoges de los siglos XII y XIII.
- Pintura italiana de los siglos XIV y XV: Giovanni del Biondo, Domenico di Michelino, Jacopo del Casentino y Sano di Pietro.
- Pintura alemana, flamenca y holandesa de los siglos XVI y XVII: Lucas Cranach el Joven, Joachim Beuckelaer, Jan Mandyn, Jan Provost, Roelant Savery, Pieter Coecke Van Aelst, Pieter Aertsen, Pieter Brueghel el Joven, David Teniers el Joven, Peter Paul Rubens, Jacob Jordaens, Gérard de Lairesse, Melchior d'Hondecoeter, Jan van Goyen.

## La colección de arte contemporáneo
- Arte informal y CoBrA: Antonio Saura, Pierre Alechinsky, Christian Dotremont, Asger Jorn, Karel Appel
- Obras de arte conceptual: Jan Dibbets, Marcel Broodthaers, Daniel Buren, Christo y Jeanne-Claude, Christian Boltanski, Bernd y Hilla Becher, Joseph Beuys, Bruce Nauman, Gilbert y George, Barry Flanagan.
- Obras minimalistas: Sol LeWitt, Robert Ryman, Robert Mangold, Richard Serra.
- Arte povera: Luciano Fabro, Mario Merz, Jannis Kounellis.
- Pintura neoexpresionista: Hermann Nitsch, Arnulf Rainer, Anselm Kiefer, Antoni Tàpies, Peter Doig, Luc Tuymans, Neo Rauch.
- Fotografía y vídeo: Francis Alÿs, Roman Signer, Pawel Althamer.

## Galería de obras

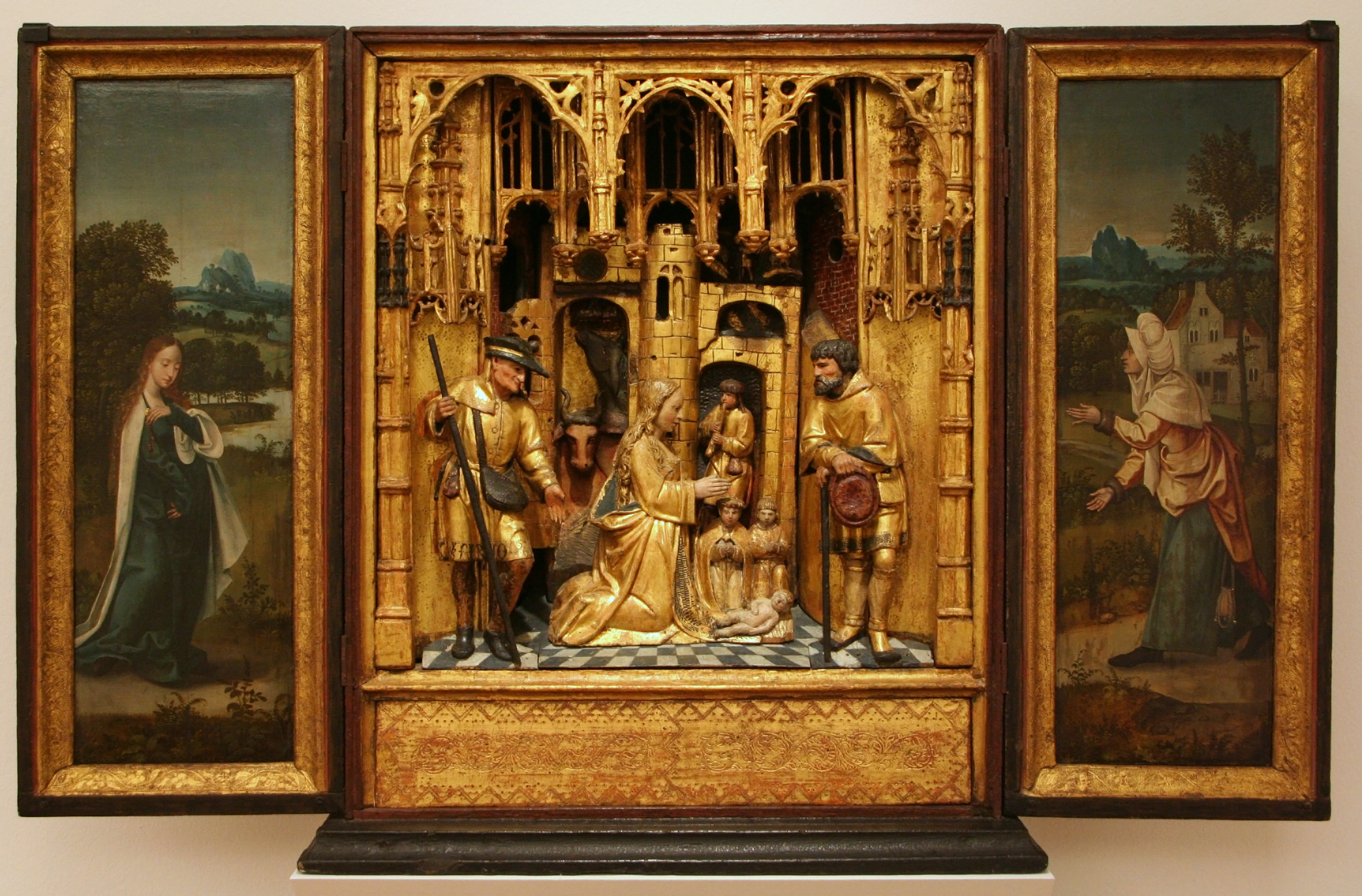
Tríptico. Amberes (?), 1518.
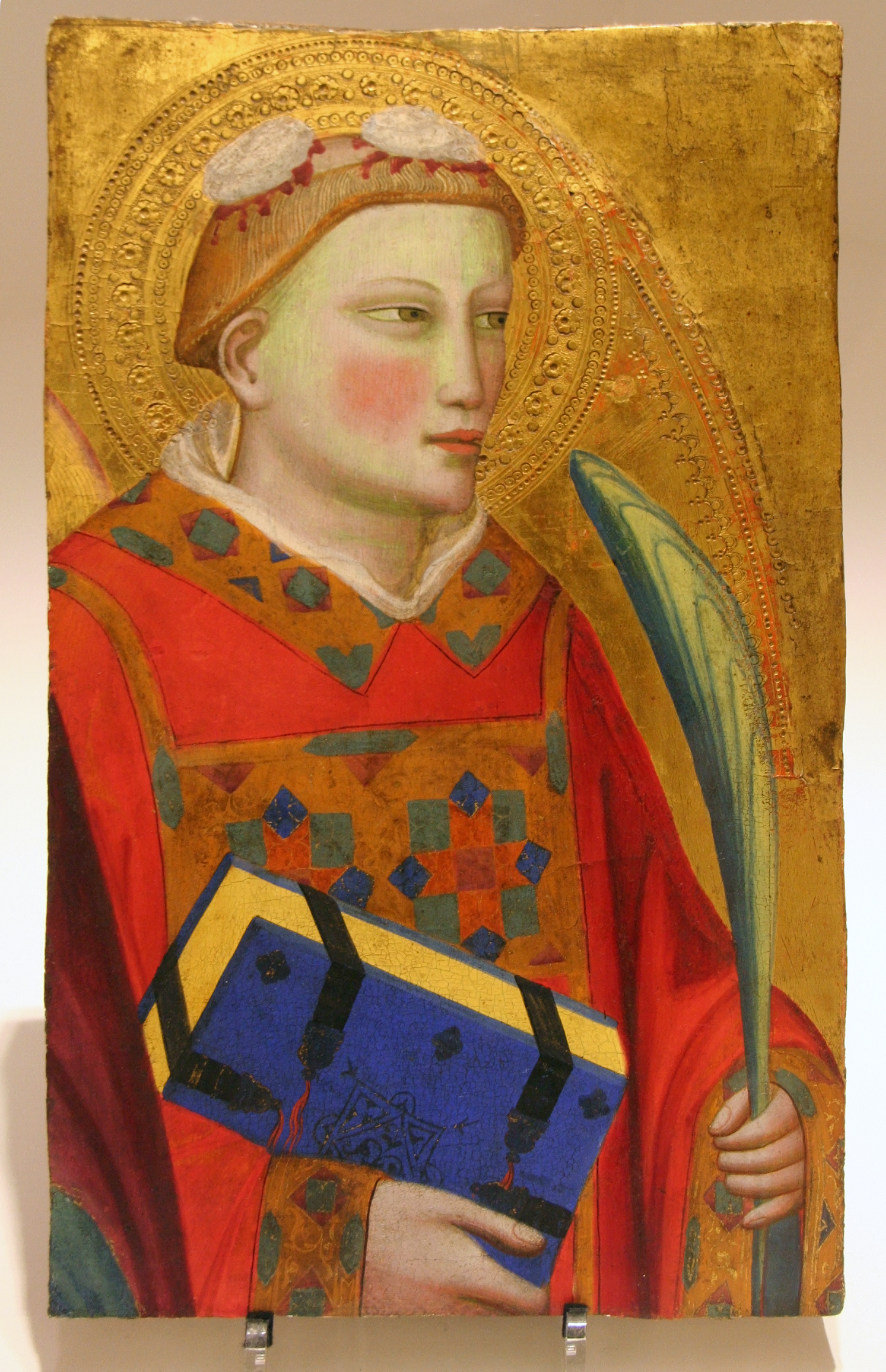
San Esteban (antes de 1399), Giovanni del Biondo
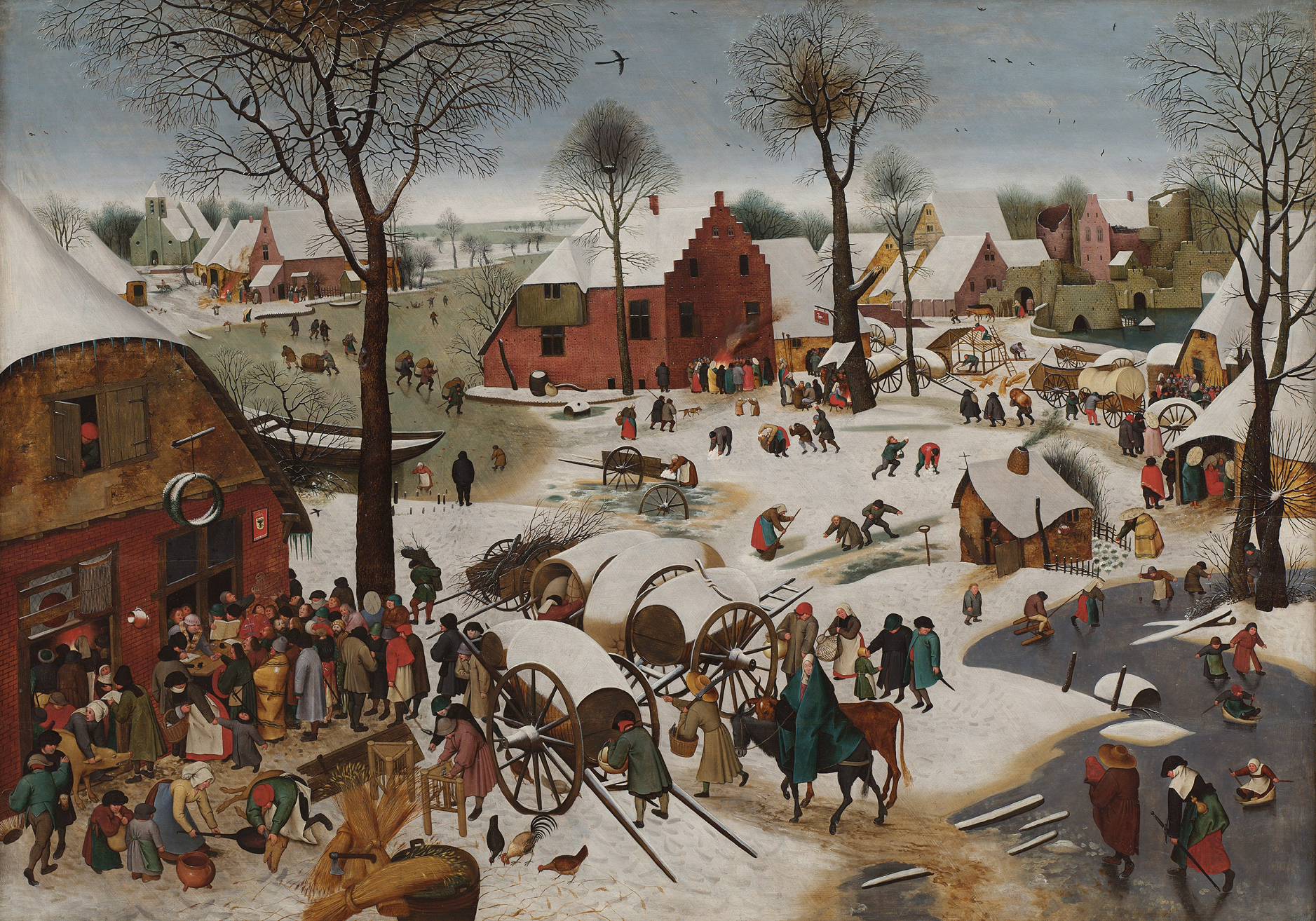
El censo en Belén (ca. 1605-1610), Pieter Brueghel el Joven
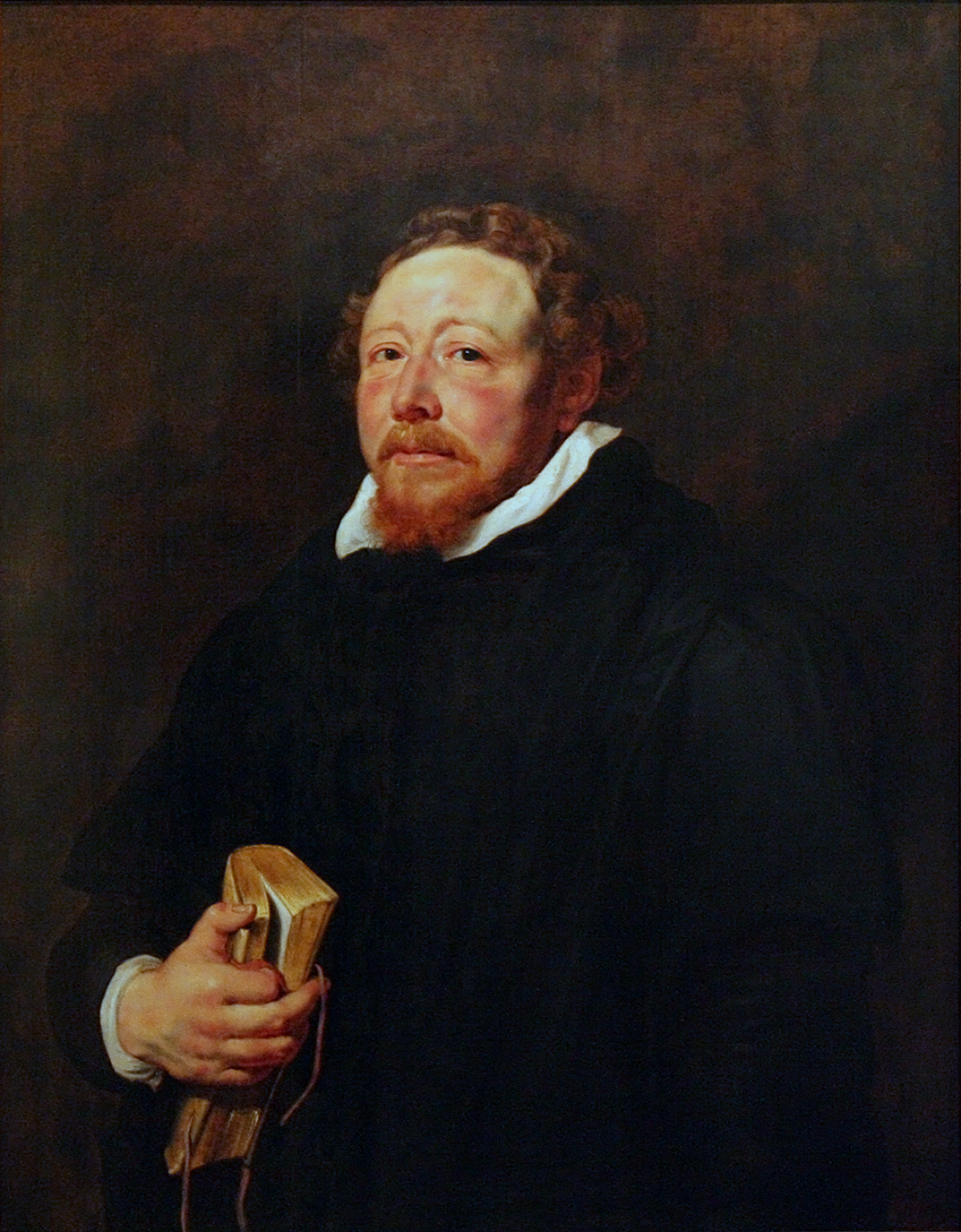
Retrato del padre Jan Neyen (1607), Peter Paul Rubens
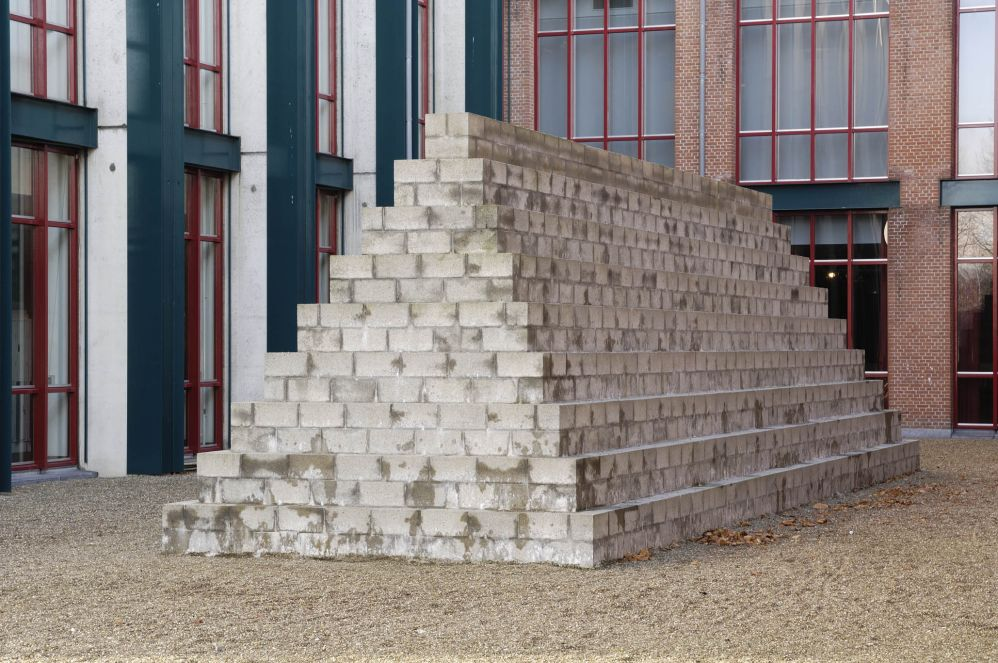
Pirámide larga (1994), Sol LeWitt